# Comuna Ploska, Dubno
Ploska (în ucraineană Плоска) este o comună în raionul Dubno, regiunea Rivne, Ucraina, formată din satele Birok, Dîtînîci, Kliukî, Pereroslea, Ploska (reședința) și Sudobîci.

## Demografie
Componența lingvistică a comunei Ploska
     Ucraineană (99,62%)
     Alte limbi (0,39%)
Conform recensământului din 2001, majoritatea populației comunei Ploska era vorbitoare de ucraineană (99,62%), existând în minoritate și vorbitori de alte limbi.